# Josef Keller von Schleitheim

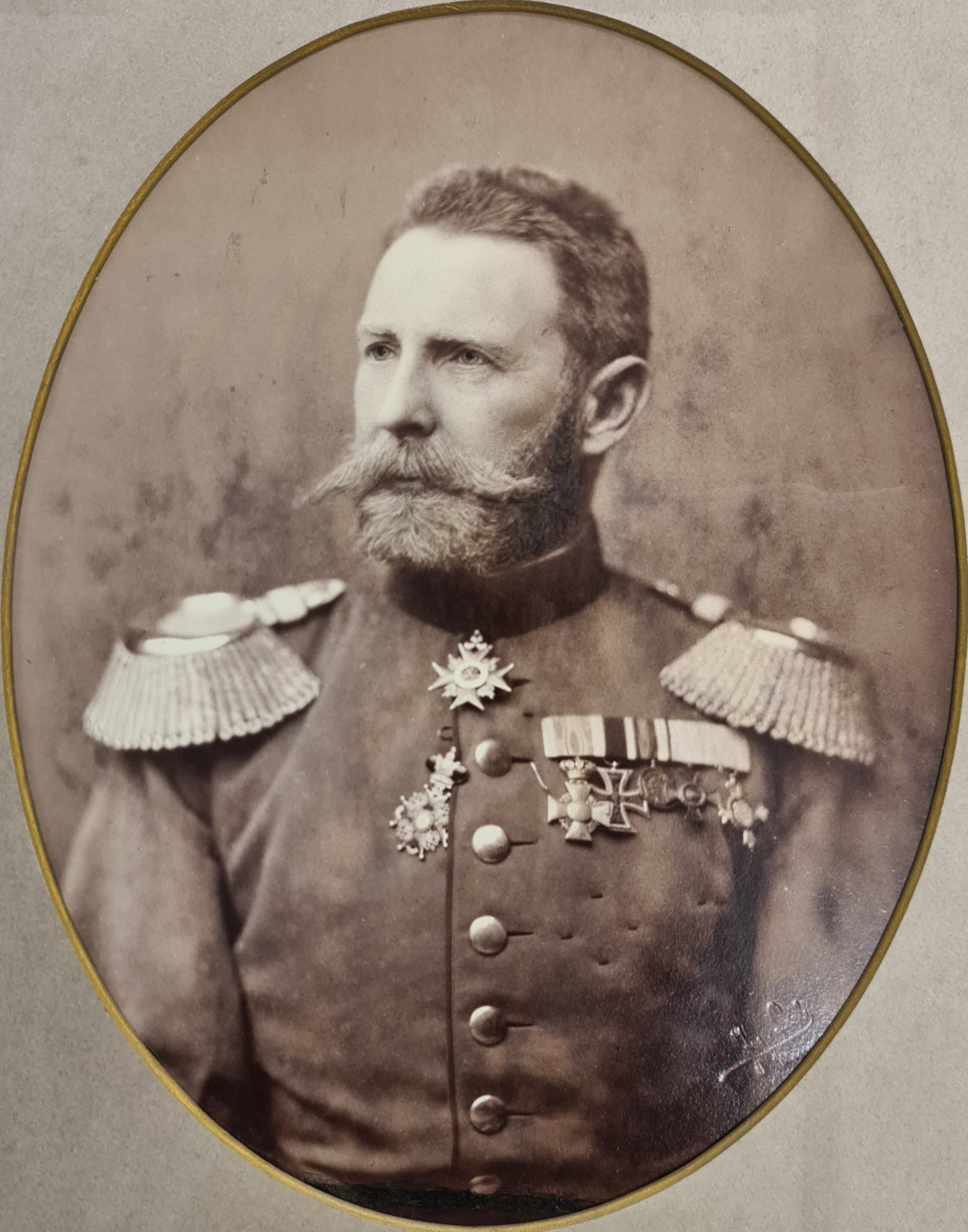

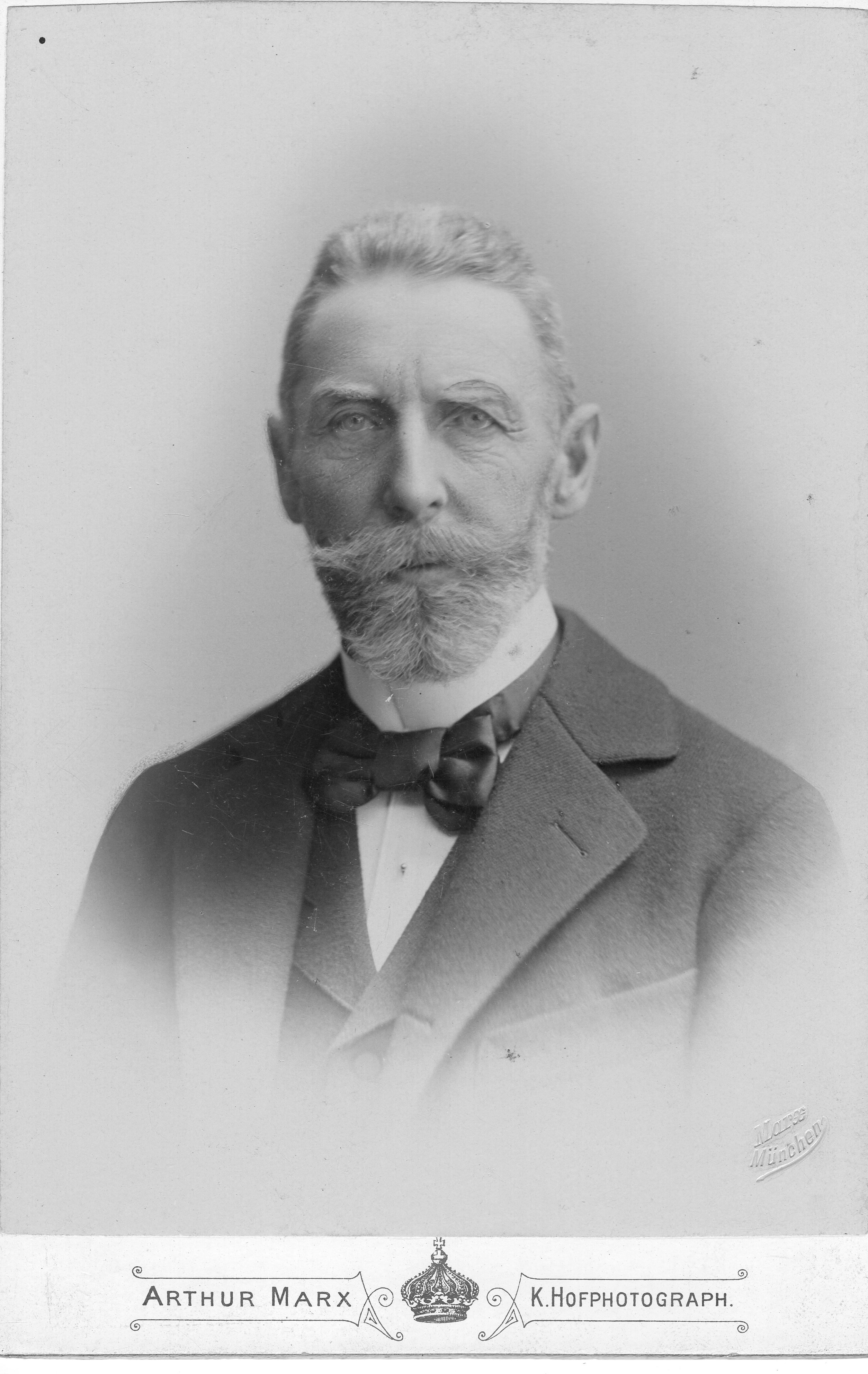
Joseph Freiherr Keller von Schleitheim

Josef Franz Keller von Schleitheim, Freiherr von und zu Isenburg (* 19. Januar 1825 in München; † 2. Juli 1906 ebenda) war ein bayerischer General der Infanterie und Kämmerer.

## Leben

### Herkunft
Josef war das älteste von drei Kindern des bayerischen Generalleutnants Johann Baptist Keller von Schleitheim (1793–1873) und dessen Ehefrau Friederike, geborene Schmid (1801–1874).

### Militärkarriere
Schleitheim besuchte das Kadettenhaus in seiner Heimatstadt, trat anschließend am 18. August 1843 als Junker in das 1. Artillerie-Regiment der Bayerischen Armee ein und avancierte bis Ende Oktober 1845 zum Unterleutnant. Mit der Bildung des 3. Artillerie-Regiments (reitende Artillerie) erfolgte im Mai 1848 seine Versetzung zu diesem Verband. Unter Beförderung zum Oberleutnant wurde Schleitheim Anfang Oktober 1849 in sein Stammregiment zurückversetzt. Im Rahmen der Bundesintervention anlässlich des Verfassungskonflikts war er im Jahr darauf als Adjutant des Artilleriekommandanten mit einem bayerischen Expeditionskorps in das Kurfürstentum Hessen kommandiert. Daran schloss sich Ende Juni 1851 eine erneute Verwendung im 3. Artillerie-Regiment an. Ab dem 11. Juni 1855 war Schleitheim als zweiter Adjutant beim Artillerie-Korps-Kommando unter Prinz Luitpold von Bayern (später unter Philipp von Brandt) kommandiert, bis er am 28. Februar 1858 unter Beförderung zum Hauptmann I. Klasse in den Truppendienst zurücktrat.
Mit der Volljährigkeit des Prinzen Otto von Bayern wurde er am 27. April 1866 als dessen begleitenden Offizier kommandiert und nach dem Beginn des kurz darauf beginnenden Krieges gegen Preußen zum Major befördert. Nach dem Friedensschluss erfolgte seine Kommandierung als Adjutant des Prinzen. In dieser Eigenschaft begleitete er Otto auf dessen Kavalierreisen, die sie unter anderem an die Höfe in Portugal, Spanien und Russland führten. Für die ihm dabei verliehenen Orden (Komtur des Ordens unserer lieben Frau von Vila Viçosa, Komtur des Ordens de Isabel la Católica und Sankt-Stanislaus-Orden 2. Klasse mit Krone) erhielt Schleitheim am 7. September 1868 die Annahme- und Trageerlaubnis.
Für die Dauer der Mobilmachung anlässlich des Krieges gegen Frankreich befand Schleitheim sich 1870/71 bei seinem Regiment und nahm an den Kämpfen bei Beaumont, Sedan sowie Coulmiers teil. Für sein Verhalten in der Schlacht von Orléans erhielt er durch Armeebefehl eine Belobigung. Außerdem zeichnete man ihn mit dem Ritterkreuz I. Klasse des Militärverdienstordens und dem Eisernen Kreuz II. Klasse aus. In der Schlacht bei Beaugency am 8. Dezember 1870 wurde er durch einen Streifschuss verwundet, konnte aber das Kommando behalten.
Ab dem 12. April 1871 versah er wieder Dienst als Adjutant des Prinzen. Unter Belassung in dieser Stellung und Beförderung zum Oberstleutnant wurde er Mitte November 1871 in das 2. Artillerie-Regiment „Brodeßer“ versetzt. Unter weiterer Belassung in seiner Stellung erfolgte zum Jahresbeginn 1873 seine Rückversetzung in das 3. Feldartillerie-Regiment „Königin Mutter“. Auf sein Gesuch hin wurde Schleitheim am 8. November 1873 von seiner Adjutantenfunktion enthoben. Am 28. Februar 1874 wurde er Kommandeur des 1. Feldartillerie-Regiment „Prinz Luitpold“ und in dieser Stellung stieg er am 4. Dezember 1874 zum Oberst auf. Als Generalmajor war Schleitheim vom 13. August 1879 bis zum 19. März 1884 Kommandeur der 2. Feldartillerie-Brigade in Würzburg. Anschließend wurde er Nachfolger von Generalleutnant Philipp von Brandt als Gouverneur der Festung Ingolstadt, avancierte in dieser Stellung am 2. Mai 1885 zum Generalleutnant und erhielt Ende Juli des Folgejahres die Erlaubnis zur Annahme des Großkreuzes des sächsischen Albrechts-Ordens. Schleitheim wurde in Genehmigung seines Abschiedsgesuches unter gebührenfreier Verleihung des Charakters als General der Infanterie am 17. November 1887 mit Pension zur Disposition gestellt.
In Würdigung seiner am 18. August 1890 als Offizier und Kämmerer ehrenvoll zurückgelegten fünfzigjährigen Dienstzeit verlieh ihm Prinzregent Luitpold das Ehrenkreuz des Ludwigsordens. Aus Anlass des 60-jährigen Jubiläums von Luitpold als Inhaber des 1. Feldartillerie-Regiments verlieh dieser ihm mit Handschreiben vom 31. Oktober 1899 das Großkreuz des Militärverdienstordens. Am 11. März 1905 erhielt Schleitheim die Erlaubnis, neben der bisherigen Uniform jene des 1. Feldartillerie-Regiments „Prinzregent Luitpold“ zu tragen.

### Kämmerer
Schleitheim, der auch seit 1866 die Würde eines Kämmerers bekleidete, war seit Bildung der Administration einer von drei Verwaltern des Vermögens des entmündigten Königs Otto von Bayern sowie der königlichen Schlösser („Curator bei der Administration des Vermögens seiner Majestät des Königs Otto“). In dieser Funktion hatte er in Hohenschwangau eine Dienstwohnung im königlichen Försterhaus, dem sogenannten Thoma-Haus, wo die Familie die Sommerferien verbrachte.

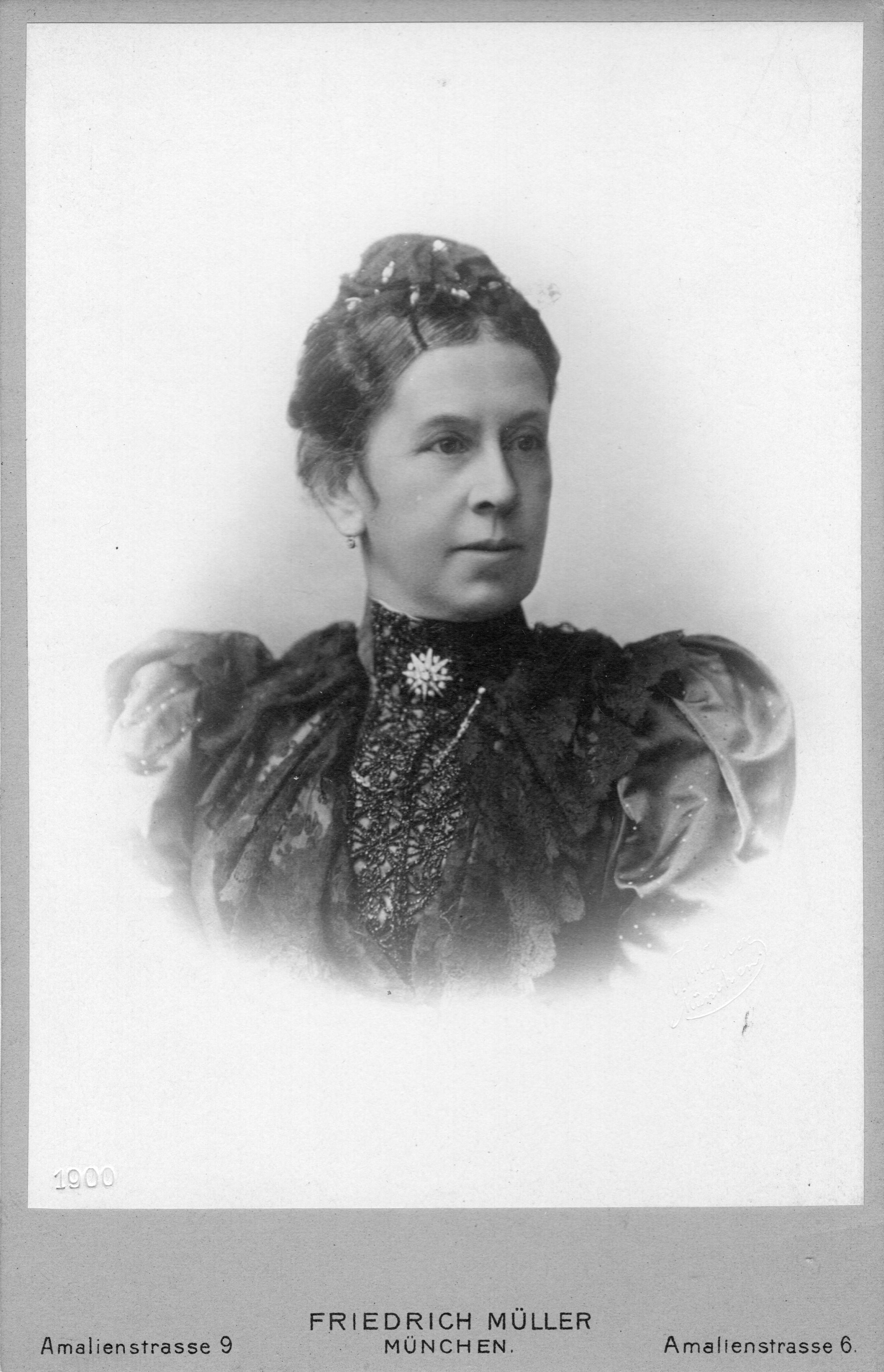
Emma Freifrau Keller von Schleitheim

### Familie
Josef Keller von Schleitheim verheiratete sich am 25. Juni 1864 in München mit Emma Freiin von Reck auf Autenried (1838–1900). Aus der Ehe gingen 1866 ein Sohn namens Friedrich, der aber am selben Tag verstarb, und die Tochter Adelheid (1868–1944) hervor, die 1890 den bayerischen Offizier und Kammerherrn Wilhelm Graf von Ysenburg-Philippseich (1856–1900) heiratete, Sohn von Ludwig von Ysenburg-Philippseich.
Er wurde im Familiengrab auf dem Alten Südlichen Friedhof in München bestattet. Mit ihm starb das Geschlecht der Freiherrn Keller von Schleitheim aus.

### Trivia
Am Alpsee auf der gegenüberliegenden Uferseite von Hohenschwangau ließ Schleitheim für die Königinmutter Marie von Bayern, die dort gerne verweilte und die er sehr verehrte, einen Gedenkstein setzen.